# Ligue internationale de baseball australien
La Ligue internationale de baseball australien (International Baseball League of Australia) est une compétition australienne de baseball qui se déroule de 1999 à 2002. 
Créée par David Nilsson, ancien joueur en Ligue majeure de baseball et premier australien sélectionné pour un match des étoiles, elle périclite trois ans après sa création.

## Histoire
En avril 1999, David Nilsson devient propriétaire de la Ligue australienne de baseball en faillite. Il achète les droits pour 100 ans à la Fédération australienne de baseball pour 5 millions de dollars australiens. 
Il renomme l'ABL en IBLA pour International Baseball League of Australia. Son but, au-delà de maintenir une compétition nationale de baseball en Australie, est de créer une ligue d'hiver se déroulant de novembre à janvier pour permettre aux professionnels évoluant aux États-Unis et en Asie de jouer pendant l'intersaison.
En décembre, Nilcorp, la société de Nilsson, débute la Claxton Shield 1999 avec des équipes d'Australie occidentale, d'Australie-Méridionale, du Queensland, de la Nouvelle Galles du Sud et du Victoria. 
Un an plus tard en novembre 2000, l'IBLA est formée sur la Gold Coast avec les sélections de Taïwan, d'Australie, une équipe MLB Stars composée de joueurs de Ligue mineure et une équipe internationale rassemblant des joueurs de Corée du Sud, des États-Unis, d'Australie et du Japon.
La compétition est annulée le 5 décembre à cause de problèmes d'infrastructures au Blacktown Baseball Stadium. Nilcorp ne trouve pas de terrains de remplacement dans les délais. En janvier 2001, le match des étoiles est annulée et en septembre, à la suite des attaques du 11 septembre 2001 à New York et le fait que la Ligue majeure ne rallonge pas les crédits accordés à Nilcorp, la compétition est annulée.
L'IBLA connait beaucoup de difficultés financières, notamment à cause d'une mésentente avec l'ABL qui comptait sur David Nilsson pour rembourser les dettes de la défunte compétition. Nilcorp dépose le bilan trois ans après le rachat, en 2002. La Fédération australienne de baseball récupère les droits de la compétition et la Claxton Shield effectue son retour. 
Il faudra attendre 2009 pour que l'ABL fasse son retour sur le devant de la scène, en partie grâce au soutien de la Ligue majeure de baseball.

## Équipes
- Australia Provincial
- IBLA Australia
- IBLA Interntationals
- MLB All-Stars
- New South Wales Country
- New South Wales Patriots
- Queesland Rams
- South Australia Bite
- Taïwan
- Victoria Aces
- Western Heelers